# Homero Manzi
Homero Manzi, nato Homero Nicolás Manzione Prestera (Añatuya, 1º novembre 1907 – Buenos Aires, 3 maggio 1951), è stato un paroliere, sceneggiatore e regista cinematografico argentino. Membro della Massoneria, appartenne al cosiddetto gruppo di Boedo.

## Biografia
Il contatto con i generi musicali folcloristici stimolò Homero, insieme a Sebastián Piana, a valorizzare nuovamente il genere Milonga.
Nel 1932 la sua Milonga del 900 segnò un rinnovamento del genere indirizzandolo verso una poetica senza precedenti. Di poco posteriore è la Milonga sentimental, incisa per Carlos Gardel.
Sono sempre suoi i testi di altri celebri tanghi quali Desde el Alma, Barrio de tango, Romance de Barrio.
Nel 1941 compose il testo di Malena, un tango musicato da Lucio Demare e molto probabilmente dedicato a Nelly Omar e nel 1948 scrisse il testo di Sur, il celebre tango di Aníbal Troilo e questi ultimi due tanghi sono diventati classici del genere.

## Testi di Tango di Homero Manzi
| - Arrabal Milonga - Así Es El Tango - Ay De Mí - Bandoneón Amigo - Barrio De Tango (1942), musica di Aníbal Troilo. - Betinotti (1938), musica di Sebastian Piana. - Borracho Porque Digo La Verdad - Buenos Aires Colina Chata - Canto De Ausencia - Carnavalera - Che Bandoneon (1950), musica di Aníbal Troilo. - Cornetín - Dale Dale - Definiciones Para Esperar Mi Muerte - Desde El Alma (vals) musica di Rosita Melo - Despues (1937), música di Hugo Gutierrez. - De Ayer A Hoy - De Barro - Discepolín (1950), musica di Aníbal Troilo. - El Pescante (1934), musica di Sebastian Piana. - El Romantico Fulero - El Último Organito (1948), musica di Acho Manzi. - Ensueño (vals) - En Un Ranchito De Alsina - Nobleza De Arrabal - Esquinas Porteñas (vals) - Eufemio Pizarro - Fruta Amarga | - Fueye - Fuimos (1945), musica di Jose Dames. - Gato - Gota De Lluvia (vals) - Horizontes - Juan Manuel - La Mariposa Y La Flor Tango Canción - La Pequeña Canción - Llanto - Llorarás, Llorarás (vals) - Malena (1941), musica di Lucio Demare. - Mano Blanca (1939), musica di Antonio de Bassi. - Mariana Milonga - Mañana Zarpa Un Barco (1942), música di Lucio Demare. - Milonga Del 900 - Milonga De Los Fortines - Milonga De Puente Alsina - Milonga Sentimental (1932), musica di Sebastian Piana. - Milonga Triste (1937), musica di Sebastian Piana. - Milongón - Mi Taza De Café - Monte Criollo (1935), musica di Francisco Nicolas Pracanico. - Muchacho Del Cafetin - Negra María (1942), musica di Lucio Demare. - Negro Lindo - Ninguna (1942), musica Raul Fernandez Siro. - Oro Y Plata | - Paisaje (vals) - Papá Baltasar (1942), musica di Sebastian Piana. - Pena Mulata Milonga - Por Qué - Ramayón - Recién - Romance De Barrio (vals) musica di Anibal Troilo - Romántica (vals) - Ronda De Ases - Ropa Blanca - Rosedal - Se Va La Murga - Sur (1948), musica di Anibal Troilo. - Tal Vez Será Su Voz (1943), musica di Lucio Demare. - Tango (Voz de Tango) (1942), musica di Sebastian Piana. - Tapera - Te Lloran Mis Ojos - Torrente - Triste Paica - Tu Pálida Voz - Una Lagrima Tuya (1949), musica di Mariano Mores. - Valsecito De Antes (vals) - Veinticuatro De Agosto - Viejo Ciego (1926), musica di Sebastian Piana e Catulo Castillo. - Voz De Tango - Yo Soy Del 30 |

## Filmografia

Homero Manzi

### Sceneggiatore
- La guerra gaucha, regia di Lucas Demare (1942)
- Rosa de América, regia di Alberto de Zavalía (1946)